# Хасан II
Мула́й Хаса́н Ала́уи (араб. الحسن بن محمد الثاني‎; 9 июля 1929, Рабат, Марокко — 23 июля 1999, там же) — король Марокко с 26 февраля 1961 года до своей смерти в 1999 году. Отец пятерых детей, в том числе нынешнего короля Мохаммеда VI, принадлежал к династии Алауитов.
В эпоху холодной войны Хасан II был союзником Запада и США в частности. Между правительством Хасана II и ЦРУ, которые помогли реорганизовать силы безопасности Марокко в 1960 году, поддерживались тесные и постоянные связи.

## Биография

### Детство
Король Мулай Хасан Алауи родился 9 июля 1929 года в столице Марокко городе Рабате. Начальное образование будущий король Марокко получил в королевском дворце.
После окончания школы в 1941 году продолжил образование в Королевской академии под руководством лучших учителей страны, в том числе аль-Махди Бен Барка. Получив звание бакалавра, принц Хасан поступил в университет Бордо (Франция) в 1952 году и получил степень магистра юриспруденции. С самого начала обучения принца его отец Король Мухаммед V привлекал наследника к участию в решении важных проблем страны, подготавливая к будущему царствованию.
Принцу было дано современное французское, а также арабское образование, которое включало историю, язык, право, литературу, теологию и философию.

### Юность
Начиная с сороковых годов XX века, будущий король активно участвует в политической жизни страны и мира, а позже стал участвовать в националистической деятельности.
20 августа 1953 года по указанию французской администрации протектората Марокко вся королевская семья, включая принца Хасана, была сослана на Корсику, а затем в конце января 1954 года на Мадагаскар, откуда вернулась на родину в ноябре 1956 года.
При своём отце, короле Мухаммеде V, принц Хасан исполнял роль политического советника по ряду важных вопросов, в том числе и при переговорах о предоставлении независимости Марокко в феврале 1956 года.
После предоставления независимости Марокко, в апреле 1956 года король Мухаммед V назначил принца Хасана начальником штаба вооружённых сил страны. Во время беспорядков того же года он возглавил армейские контингенты, сражавшиеся с повстанцами в горах Рифа. 9 июля 1957 года принц Хасан официально был объявлен наследным принцем Марокко. Он возглавлял ряд марокканских правительственных делегаций: в мае 1956 года вёл переговоры в Париже о создании марокканской армии, в июне 1956 и в январе 1957 года представлял Марокко на переговорах с Испанией, в 1956 и в 1959 годах в Париже участвовал в переговорах по мирному урегулированию алжирской проблемы. В 1958—1959 годах принц Хасан посетил с официальными визитами Саудовскую Аравию, Францию, Ливан, Италию, Тунис, Объединённую Арабскую Республику. В 1957, 1959 и 1960 годах он исполнял обязанности главы государства во время зарубежных поездок короля Мухаммеда V. В мае 1960 года, когда король лично возглавил правительство, наследный принц занял пост заместителя премьер-министра.

### Правление
Когда Мулай Хасану было около двадцати пяти, король Мухаммед V консультировался с ним почти по всем важным политическим вопросам. Мулай Хасану приписывают укрепление националистических убеждений своего отца. В период изгнания (1953—1955) именно настойчивость Мулая Хасана побудила изгнанного лидера не идти на уступки колониальным властям. Король Мухаммед потребовал возвращения на престол и объявления независимости страны. После обретения Марокко независимости Мулай Хасан стал публично участвовать в национальных делах. Король назначил его главой будущей национальной армии. 9 июля 1957 года Мулай Хасан был объявлен наследным принцем, официальным наследником престола. Наследный принц Мулай Хасан, будучи полностью подготовленным к обязанностям короля в молодом возрасте, не ожидал столь неожиданной смерти своего отца 26 февраля 1961 года.
3 марта 1961 года, вскоре после смерти Мухаммеда V, принц вступая на престол, в своей тронной речи сказал: «Я вдохновлён примером моего благородного отца, учившего сохранять достоинство при любых обстоятельствах… Вступая на престол моих славных предков, я готов отдать все свои силы для защиты интересов моей страны, которой буду искренне и бескорыстно служить. Моё сердце навсегда принадлежит моему народу…» и был провозглашён королём Марокко.
После смерти короля Мухаммеда V возобновилась борьба за власть между недавно коронованным королём Хасаном II и группами Независимости. В июне 1961 года король Хасан II сформировал собственное правительство. Он окружил себя такими же опытными политическими лидерами, которые служили при его отце.
В отличие от своего отца, Хасан II не считался героем-националистом, и при этом он не обладал такой же харизмой, как его покойный отец. Эти два фактора изначально затрудняли королю Хасану II налаживание отношений с людьми. Тем не менее, король Хасан II следовал тем же принципам, что и его покойный отец, король Мухаммед V.

#### Конституционный референдум 1962 года
Следуя обещанию своего отца о введении конституции, король Хасан II ввёл конституционную монархию в 1962 году. Она гарантировала политическую свободу, однако положения закрепили власть монарха. У Хасана II была возможность распустить законодательный орган и он обладал фактически неограниченными чрезвычайными полномочиями.
7 декабря 1962 года в Марокко был проведён референдум по новой конституции. Это было первое голосование на общенациональном уровне в стране и только вторые выборы после местных выборов 1960 года. Несмотря на то, что его проведение было объявлено только 18 ноября и столкнувшись с кампанией бойкота со стороны «Национального союза народных сил», явка избирателей составила 84,2 %, при этом 97 % проголосовали за принятие новой конституции.
В конституции были конкретно указаны положения, гарантировавшие ему контроль над правительством. В статьях 24-29 говорилось следующее:
- Статья 24. Король назначает Премьер-министра и Министров. Он прекращает исполнение ими их функций либо по своей собственной инициативе, либо вследствие их индивидуальной или коллективной отставки.
- Статья 25. Король председательствует в Совете министров.
- Статья 26. Король промульгирует закон. Он может передать его на референдум или на новое чтение в соответствии с условиями, предусмотренными Главой V.
- Статья 27. Король может распустить Палату представителей королевским декретом в соответствии с условиями, предусмотренными статьями 77 и 79 Главы V.
- Статья 28. Король может направлять послания Парламенту и Нации. Содержание посланий не может быть предметом парламентских дебатов.
- Статья 29. Король осуществляет регламентарную власть в тех областях, которые в прямо выраженной форме резервированы за ним Конституцией[22].

После восшествия на престол короля Хасана II и консолидации власти в его руках, разногласия между монархией и политическими группами стали более очевидным. В стране происходили беспорядки, демонстрации и забастовки. Хасан II не хотел становиться «конституционным монархом», а партия «Истикляль» не хотела играть второстепенную роль в политической системе).
Конституция дала королю широкие полномочия, которые он в конечном итоге использовал для укрепления своей власти, что вызвало сильный политический протест со стороны «Национального союза народных сил» и партий «Истикляль», составлявших костяк оппозиции. Многие активисты «Национального союза народных сил» были заключены в тюрьмы, а некоторые партийные лидеры приговорены к смертной казни. 21—22 марта 1965 года в Касабланке прошли студенческие протесты, которые переросли в массовые беспорядки, на подавление которых власти бросили армейские части. По данным оппозиции, жестокие репрессии привели к многочисленным жертвам.
В качестве меры защиты король начал строительство и укрепление вооружённых сил. В конце концов, король мог полагаться на свои собственные войска для поддержания порядка и защиты своей власти вместо иностранных сил, которые находились в стране, оставшейся от периода французского протектората.
7 июня 1965 года Хасан II приостановил действие конституции 1962 года, распустил парламент, объявил чрезвычайное положение, в соответствии с которым он сам взял на себя всю законодательную и исполнительную власть в стране, хотя и не отменил полностью механизмы парламентской демократии. В американском отчёте отмечалось, что «Хасан, похоже, одержим сохранением своей власти, а не её применением для решения умножающихся внутренних проблем Марокко».

#### Новая конституция 1970 года
Согласно конституции Марокко, которую Хасан II утвердил в 1970 году, королю принадлежала вся полнота власти, как светская, так и духовная. Король самостоятельно назначал премьер-министров и формировал правительство.

#### Репрессии против оппозиции
Для установления полного контроля над ситуацией в стране, Хасан II, используя армию прибегал к репрессиям. Статья 30 конституции возлагала на него обязанности главнокомандующего вооружёнными силами. Верные королю вооружённые силы проводили репрессивные меры с целью усмирения политических диссидентов монархии. Растущее недовольство среди населения привело к многочисленным покушениям на короля в начале 1970-х годов. Несколько вооружённых группировок совершили вооружённые атаки в разных городах.
В конце концов лидеры оппозиционной группировки («Национальный союз народных сил») были арестованы за «серьёзное нарушение закона» и за то, что они возглавляли «подрывное движение».
После суда некоторые из них были казнены. Как выяснилось позже, во время допроса в полиции над оппозиционерами широко применялись пытки. После этого король реорганизовал свои силы безопасности, руками которой Хасан II расколол оппозиционные партии. Хасан II позже заявил, что политические партии призваны заручиться поддержкой короля, а не формулировать государственную политику.
Твёрдая позиция короля в отношении роли политических партий была очень очевидна и вызвала волнения в правительстве. Хасан II прямо заявил, что «я осознаю, что лидеры политических партий должны проповедовать свои собственные доктрины; но их советы и экспертные знания не всегда приносят пользу нации в целом».
Здесь очевидна тенденция к тому, что король не собирался мириться с разногласиями среди оппозиционных групп и применял силу, чтобы противостоять этим группам. В дополнение к политическим волнениям в правительстве, король использовал вооружённые силы для защиты трона от оппозиционных групп, а также от оппозиционно настроенных офицеров своей армии. Силы, которые когда-то были верны Хасану II, хотели установить контроль над правительством и с этой целью спланировали государственный переворот. В начале 1970-х было два неудачных попыток военного переворота.
Главным проводником репрессивной политики короля являлся начальник разведки и органов госбезопасности Ахмед Длими. Могущество и амбиции генерала Длими стали вызывать недовольство Хасана II. В 1983 году Длими при странных обстоятельствах погиб в автомобильной аварии. На его место выдвинулся министр внутренних дел Дрис Басри, остававшийся на посту до конца жизни Хасана II.

#### Покушения
На Короля Хасана II были совершены две попытки покушения.
Из-за двух неудавшихся покушений королю Хасану II пришлось скорректировать свою политическую стратегию. В 1960-х годах Хасан II сосредоточил свою энергию на децентрализации власти политических партий. Его единственным методом сохранения власти было модернизация вооружённых сил. Позже это оказалось недосмотром с его стороны.
Первая попытка военного переворота была предпринята 10 июля 1971 года. Курсанты военного училища, во главе которых стоял директор королевского военного кабинета генерал Мухаммад Медбух, совершили нападение на королевский дворец Схират близ Рабата в момент проходившего там дипломатического приёма по случаю дня рождения короля. Основная радиостанция Рабата была захвачена повстанцами, по которому они сообщили о смерти короля и основании республики.
Королевские войска мятеж подавили. Король Хасан II, выступивший во втором часу ночи по местному радио с сообщением о ликвидации попытки переворота, обвинил «некоторые правительства арабских стран, и в первую очередь правительство Ливии», в поощрении заговорщиков. 13 июля были казнены четыре генерала, пять полковников и майор, которые предположительно возглавили неудавшийся переворот. Впоследствии марокканские власти заявили, что старшие офицеры ввели молодых кадетов в заблуждение, заставив думать, что они действуют, чтобы защитить короля. В результате попытки переворота более 100 человек погибли, 132 получили ранения.
В 1972 году, 16 августа была предпринята вторая попытка военного переворота. Четыре военных самолёта F-5 королевских ВВС Марокко осуществили попытку сбить самолёт Boeing 727 с королём Хасаном II на борту во время его возвращения в Рабат после визита во Францию . С одного из самолётов эскорта, встретивших самолёт короля в марокканском воздушном пространстве, был открыт огонь из пулемётов и произведён обстрел ракетами. Королевский самолёт был повреждён, однако пилоту всё же удалось совершить посадку на аэродроме Сале. После этого другие самолёты из эскорта атаковали здание аэровокзала и территорию аэропорта. «Король Хасан II не пострадал и направился из аэропорта в одну из своих резиденций в Рабате… По словам брата короля принца Абдаллы, находившегося на борту „Боинга“, Хасан II связался по радио с лётчиками, обстреливавшими его самолёт. Назвавшись бортинженером, он сказал, что оба пилота королевского самолёта убиты, а сам король тяжело ранен. Атакующие, поверив в это сообщение, прекратили огонь… Как передаёт агентство Рейтер из Рабата, самолёты эскорта, с которых произведены выстрелы по королевскому лайнеру „Боинг-727“, входили в состав марокканских Военно-воздушных сил и поднялись с базы в Кенитре, в нескольких десятках километров от Рабата… Верные правительству войска окружили военно-воздушную базу в Кенитре и установили над ней полный контроль. Начальник базы майор Куера, руководивший покушением на короля, арестован».
Восемь человек погибли, когда самолёты обстреляли ожидающих приёма сановников. Позже выяснилось, что в обоих инцидентах были замешаны министр обороны генерал Уфкир и другие высокопоставленные военные руководители. На следующий день министр национальной обороны Марокко генерал Мохамед Уфкир погиб. По официальным данным, он покончил жизнь самоубийством, однако независимые источники считают, что он был казнён (утверждается, что в его теле было найдено целых пять пуль, что исключает возможность самоубийства). Дети генерала были в отместку брошены в тайные тюремные лагеря в пустыне. Его дочь Малика Уфкир изложила подробности в своей книге «Украденные жизни: Двадцать лет в пустынной тюрьме».
Хасан II предположил, что его выживание показало потребность защиты монархии как от внешних, так и от внутренних сил.

#### Конфликт в Западной Сахаре
Борьба за Западную Сахару, начавшаяся в 1975 году, стала дополнительной причиной беспокойства короля за стабильность престола. Король Хасан II использовал конфликт в Западной Сахаре как способ налаживания отношении с политическими партиями. В итоге обе стороны согласились, что это отвечает национальным интересам. После этого легитимность престола стала основываться на успешном захвате Западной Сахары. Хасан II прекрасно понимал, что в случае провала его политики в отношении Западной Сахары, престижу монархии был бы нанесён серьёзный удар и встал бы вопрос выживания самого короля как политического лидера. Чего Хасан II не ожидал, так это поддержка Алжиром повстанцев Западной Сахары. Такой альянс угрожал не только марокканскому престолу, но и стабильности страны и региону Магриба.
Чтобы лучше понять конфликт в Западной Сахаре, необходимо пересмотреть отношения Рабата с соседним Алжиром и действия, которые привели к конфликту между Марокко и Алжиром. Западная Сахара расположена к югу от Марокко. Мавритания и Алжир также граничат с регионом. Этот район когда-то был испанским протекторатом, известным как Испанская Сахара. Во время борьбы Алжира за независимость от Франции Марокко оказало помощь Фронту национального освобождения. Марокко помогло в финансировании, предоставив военное снаряжение и отправив добровольцев. Однако после обретения Алжиром независимости отношения с Марокко ухудшились из-за претензий Марокко на алжирскую территорию. Правительство Марокко заявило, что французский протекторат допустил ошибку при демаркации алжирско-марокканской границы. В середине 1962 года марокканские войска заняли район, который никогда не определялся как граница. К октябрю 1963 года между Марокко и Алжиром разразилась пограничная война. В конце концов было достигнуто соглашение о прекращении огня. В итоге, в 1963 году была создана Организация африканского единства, но она не смогла остановить боевые действия между Марокко и Алжиром. В 1967 году Алжир начал массовую закупку вооружения, что в свою очередь подтолкнуло Марокко обратиться к США о помощи. Хасан II запросил у США кредит в размере $14 миллионов на приобретение оружия. Меморандум сотрудника президенту США Линдону Джонсону гласил: «Секретарь рекомендует вам одобрить продажу оружия в кредит на сумму 14 миллионов долларов, о котором просил король Хасан. Билл Гауд предпочёл бы отказать в продаже на том основании, что эти страны не могут позволить себе этого из экономического развития и что мы должны пытаться наладить региональное сотрудничество в Северной Африке, а не вступать в гонку вооружений. Мы все симпатизируем его точке зрения, но, учитывая то, что по соседству, в Алжире, находится советское оружие на 180 миллионов долларов, трудно отказать Хасану в разрешении купить вооружения на эту небольшую сумму в течение 2—3 лет». Конфликт породил многолетнее недоверие между Алжиром и Марокко, между которыми были идеологические разногласия. Алжир, как в политическом, так и в военном отношении был ближе к Советскому Союзу, а Марокко ближе к Западу.
Вскоре после обретения Алжиром независимости от Франции в 962 год, отношения с Марокко резко обострились. Так продолжалось в 1970-х и начале 1980-х годов. По утверждению ряда исследователей, одной из основных причин напряжённых отношений между Марокко и Алжиром было то, что «постколониальные межгосударственные отношения были основаны на силовой политике». Новые независимые страны хотели сохранить свой суверенитет, территориальную целостность и обеспечить своё выживание. Эти конфликты зародились в дни их колониального опыта и веры в баланс сил. Они справлялись с угрозами, объединяясь с другими странами, чтобы сохранить баланс. Это одна из причин, по которой Алжир поддержал повстанческие силы Западной Сахары. Присоединение Западной Сахары к марокканскому королевству повлияло на региональный баланс сил.
Поддержка Алжиром группировки, известной как «Народный фронт за освобождение Сегиет-эль-Хамра и Рио-де-Оро» (Фронт «ПОЛИСАРИО»), сыграла значительную роль в возобновлении конфликта между Алжиром и Марокко. Фронт «ПОЛИСАРИО» — это организация, стремящаяся к независимости Западной Сахары. Алжир оспорил претензии Марокко и поддержал движение за автономию Западной Сахары. Марокко заявил об историческом суверенитете над регионом. Этот район был отправной точкой и штаб-квартирой династии Альморавидов (1062—1147). Президент Алжира Хуари Бумедьен позволил Фронту «ПОЛИСАРИО» создать операционную базу недалеко от границы между Марокко и Алжиром.
В ноябре 1975 года, после заключения Мадридских соглашений, Испания отказалась от контроля над испанской Сахарой. По данному соглашению территория Западной Сахары передавалась Марокко и Мавритании. Вскоре после Мадридских соглашений Хасан II возглавил «Зелёный марш» в Западную Сахару, чтобы заявить о притязаниях Марокко на эту территорию. Марш был мирной демонстрацией 350 000 безоружных добровольцев. Зелёный марш не помешал Фронту «ПОЛИСАРИО» объявить войну марокканским войскам в Западной Сахаре. На следующий день после того, как Испания вывела оставшиеся войска в феврале 1976 года, Фронт «ПОЛИСАРИО» объявил этот район Сахарской Арабской Демократической Республикой (САДР).
В 1985 году Хасан II приостановил членство Марокко в Организации африканского единства и вступил в конфликт с президентом Буркина-Фасо Тома Санкарой из-за его решения признать Сахарскую Арабскую Демократическую Республику.
Кампания Алжира против притязаний Марокко на Западную Сахару также повлияла на двусторонние отношения и безопасность в Магрибе. Марокко был более консервативным государством, чем Алжир, правительство которого более склонялось к социалистическому правлению. Алжир активизировал отношения с СССР, что было воспринято в Марокко как угроза монархии. Это также повлияло на внешнеполитические инициативы Хасана II в арабских государствах, поскольку другие страны Магриба выступили против него. То, что первоначально начиналось как способ восстановить легитимность престола, позже стало политической ловушкой в последние годы правления Хасана II. Хасан II не мог допустить победу ПОЛИСАРИО и вывод марокканских войск из Западной Сахары, так как это могло нанести удар престижу его власти и монархии.
Стремясь остановить войну, к разрешению конфликта стали подключаться группы посредничества. К середине 80-х годов более шестидесяти стран признали легитимность САДР. Несмотря на это, у короля в Западной Сахаре было размещено более 80 000 человек. По приказу короля были построены бермы, состоящие из семи песчаных стен. К 1987 году песчаные стены простирались более чем на 2 000 километров. Стены служили защитной системой для пресечения проникновения партизан ПОЛИСАРИО. По всей длине бермы располагались военные вышки. Стена также была защищена минными полями и была оборудована подслушивающими устройствами. Стена обеспечивала военное превосходство марокканских войск.
Пытаясь положить конец конфликту в Западной Сахаре, Саудовская Аравия весной 1987 года выступила посредником между ПОЛИСАРИО и правительством Марокко. Позже Марокко и Алжир возобновили дипломатические отношения в полном объёме. Организация Объединённых Наций (ООН) в конечном итоге приняла участие в посреднических усилиях. План урегулирования был одобрен Советом Безопасности ООН в 1990 году.
Миссия ООН по проведению референдума в Западной Сахаре (МООНРЗС) была учреждена в апреле 1991 года. Она призвала стороны к прекращению огня и проведению референдума для определения будущего статуса спорной территории. Позже Хасан II согласился с организацией референдума о самоопределении Западной Сахары. Он обязался в одностороннем порядке прекратить огонь в рамках ООН. Однако референдум до сих пор так и не проведён, так как стороны никак не договорятся, кто может участвовать в волеизъявлении.

#### Отношения с Израилем
После обретения Марокко независимости в 1956 году Моссад установил секретное присутствие в этой важной арабской стране Северной Африки.
Хасан II принимал участие в переговорах с Израилем по организации тайной миграции марокканских евреев в Израиль (например, операция «Яхин»). По словам Шломо Газита (глава Управления военной разведки Израиля в 1974—1979 годах), Хасан II пригласил агентов Моссада и Шин Бет прослушивать отель в Касабланке, где должен был проводиться саммит Лиги арабских государств в сентябре 1965 года, для записи разговоров арабских лидеров. Эта информация помогла Израилю во время Шестидневной войны. По словам журналиста Ронена Бергмана, Моссад затем предоставил марокканским спецслужбам оперативную информацию о деятельности Махди Бен-Барка.

#### Роль в политике мира
С 1979 года Хасан II являлся председателем Комитета AL QODS, объединяющего глав государств арабского мира. Король Саудовской Аравии Фахд посвятил Хасану II такие слова: «Я могу сказать, что мой брат, Его Величество Король Хасан II — один из немногих современных правителей, который сделал для своей страны много великих и полезных дел. Он всегда старался терпеливо и настойчиво осуществлять стремления своего народа».
Хасан II был посредником в ближневосточном конфликте и в частности при подготовке израильско-египетских переговоров в Кэмп-Дэвиде. В Марокко прошла первая встреча президента Египта Анвара Садата и премьер-министра Израиля Менахема Бегина.

#### Экономическая политика
В экономическом отношении Хасан II придерживался рыночной экономике, в которой сельское хозяйство, туризм и добыча фосфатов играли важную роль. 3 марта 1973 года Хасан II провозгласил политику «марокканизации», в соответствии с которой государственные активы, сельскохозяйственные земли и предприятия, которые более чем на 50 процентов принадлежали иностранцам, и особенно французам, были переданы политическим лоялистам и высокопоставленным офицерам.
Марокканизация экономики затронула тысячи предприятий, и доля промышленных предприятий в стране, которые принадлежали марокканцам, увеличилась с 18 % до 55 %. 2/3 богатства марокканской экономики было сосредоточено в руках 36 марокканских семей.

### Межконфессиональные отношения
Хасан II принял в Королевскую академию монсеньора Норберта Кальмелса (1908—1985), сановника Ватикана и друга короля. Данный священнослужитель уроженец французского департамента Аверон, был известен своей деятельностью, направленной на сближение ислама и христианства. Сегодня, хотя численность христиан в Марокко и сократилась, но они не только свободно совершают свои богослужения, но и получают поддержку от властей.
Самым ярким событием стало приглашение Папы Иоанна Павла II посетить Марокко. 19 августа 1985 года на большом стадионе Касабланки Верховный понтифик обратился к более чем 80 000 молодых марокканцев, заявив, что «христиане и мусульмане имеют много общего… мы неправильно понимали друг друга, мы часто противостояли друг другу и слишком много энергии тратили на ссоры и войны. Я верю в тот факт, что Бог подталкивает нас сегодня изменить наши старые пути».

## Семья
У короля Хасана II было пятеро детей от своей жены Лаллы Латифы Хамму, на которой он женился в 1961 году:
- Принцесса Лалла Мерьем (род. 26 августа 1962 в Риме)
- Король Мохаммед VI (род. 21 августа 1963 в Рабате)
- Принцесса Лалла Асма (род. 29 сентября 1965 в Рабате)
- Принцесса Лалла Хасна (род. 19 ноября 1967 в Рабате)
- Принц Мулай Рашид (род. 20 июня 1970 в Рабате).

У Хасана II была ещё одна жена, Лалла Фатима бинт Кайд Ульд Хасан Амхурак (двоюродная сестра Латифы Хамму), на которой он также женился в 1961 году. У них не было детей.

## После смерти
Сразу после кончины Хасана II в тронном зале Королевского дворца Рияд состоялась церемония вступления на престол нового 36-летнего Короля Марокко Мухаммеда VI. В своей тронной речи он, особо подчеркнул, что будет хранить исторические традиции страны. После этого важнейшие государственные и общественные деятели Марокко принесли присягу своему новому монарху. Мухаммед VI, также как и его отец, получил среднее образование в Дворцовой школе. Окончил Королевский университет в Рабате, а затем продолжил образование в аспирантуре в Ницце, где получил степень доктора права.

### Похороны
Похороны Короля Хасана II состоялись в воскресенье 25 июля 1999 года в столице Королевства Рабате. В траурной церемонии, которую возглавлял Мохаммед VI, принимали участие: их Величества королева Нидерландов Беатрикс, король Испании Хуан Карлос I и Королева София, Король Бельгии Альберт II, король Иордании Абдалла II, султан Омана Кабус, эмир Кувейта шейх Джабер аль-Ахмед аль-Джабер ас-Сабах, эмир Катара шейх Хамад бин Халифа Аль Тани, эмир Бахрейна шейх Хамад ибн Иса Аль Халифа, а также саудовский наследный принц-регент Абдалла, британский наследный принц Чарльз, сын сирийского президента Башар Асад, президенты США Билл Клинтон и Джордж Буш, Франции — Жак Ширак, Египта — Хосни Мубарак, Палестины — Ясир Арафат, Алжира — Бутефлика и другие. Россию представлял председатель Совета Федерации Егор Строев.
Установленный на орудийном лафете гроб с телом Хасана II был покрыт чёрным покрывалом, расшитым цитатами из Корана. Весь путь следования до Королевской усыпальницы был занят толпами народа, более двух миллионов человек пришли лично проститься со своим монархом. Большие группы людей с пением монархических лозунгов: «Бог, Отечество, Король!» пытались прорвать оцепление, чтобы приблизиться к гробу. Полиции с большим трудом удавалось сдерживать порядок. Траурный кортеж проследовал по улицам Рабата из дворца Рияда, мимо древнего лабиринта Аруба. Король Хасан II был похоронен рядом с могилой своего отца в необыкновенной красоты Королевском мавзолее. В стране был объявлен 40-дневный траур.

## Критика
Критики Хасана II обвиняют его в массовых репрессиях, пытках, высылках инакомыслящих и политических убийствах. В частности, в Тазмамарте был построен огромный тюремный комплекс, где политические заключённые содержались в каторжных условиях. Пик нарушений прав человека пришёлся на 1960-е−1980-е годы, этот период называют «свинцовыми годами».
Доход населения в Марокко был менее 10 долларов на человека в месяц, более половины была полностью неграмотной, а пятая часть безработной. При этом сам Хасан II считался одним из наиболее богатых людей планеты и его состояние исчислялось миллиардами долларов США.
В октябре 1965 года в Париже марокканскими спецслужбами (с помощью некоторых западных спецслужб) был похищен и убит Махди Бен-Барка — лидер оппозиционной партии «Национальный союз народных сил»: Eго тело до сих пор не найдено, обстоятельства гибели остаются туманными, заказчики и участники окончательно не определены. Следствие по этому делу во Франции продолжается до сих пор. Ещё один оппозиционер-марксист Авраам Серфати был приговорён пожизненному заключению, а после того, как провёл в тюрьме 17 лет, был изгнан из страны в 1991 году. Помещённая вместе с ним в карцер другая политзаключённая, поэтесса Саида Менеби, погибла в результате голодовки против нечеловеческих условий содержания. Из крупных литераторов длительному тюремному заключению, пыткам и высылке из страны был подвергнут также Абдельлатиф Лааби.
Тем не менее в конце его правления, многим оппозиционерам было позволено вернуться в страну. А в 1998 году, по поручению короля, кабинет министров возглавил Абдаррахман Юсуфи — видный оппозиционер (провёл 15 лет в изгнании) и лидер оппозиционной левой партий Социалистический союз народных сил, победившей вместе с союзниками по оппозиционному блоку «Кутла» на парламентских выборах 1997 года.

## Память
- Во время правления Хасана II в Касабланке была построена грандиозная мечеть, названная в его честь.
- По инициативе Хасана II в стране начата (продолжается до сих пор) масштабная программа по строительству водохранилищ с целью обеспечения водными ресурсами населения страны, её промышленности и сельского хозяйства. Одно из водохранилищ на востоке страны было названо его именем (barrage Hassan II)[97].

## Награды
Награды Марокко
| Страна  | Дата                             | Награда                             | Награда                             | Литеры |
| ------- | -------------------------------- | ----------------------------------- | ----------------------------------- | ------ |
| Марокко | 3 марта 1961                     | Суверен ордена Мухамадийя           | Суверен ордена Мухамадийя           |        |
| Марокко | 3 марта 1961                     | Суверен ордена Алауитского трона    | Суверен ордена Алауитского трона    |        |
| Марокко | 3 марта 1961                     | Суверен ордена Верности             | Суверен ордена Верности             |        |
| Марокко | 16 мая 1963                      | Суверен ордена Трона                | Суверен ордена Трона                |        |
| Марокко | 3 марта 1961                     | Суверен ордена Процветания          | Суверен ордена Процветания          |        |
| Марокко | 3 марта 1961                     | Суверен ордена Независимости        | Суверен ордена Независимости        |        |
| Марокко | 12 апреля 1976                   | Суверен ордена Военных заслуг       | Суверен ордена Военных заслуг       |        |
| Марокко | 18 декабря 1968                  | Суверен ордена Труда                | Суверен ордена Труда                |        |
| Марокко | 18 января 1983                   | Суверен Национального ордена Заслуг | Суверен Национального ордена Заслуг |        |
| Марокко | 3 марта 1961                     | Суверен ордена Спасения             | Суверен ордена Спасения             |        |
| Марокко | 14 декабря 1966 — 18 января 1983 | Суверен ордена Гражданских заслуг   | Суверен ордена Гражданских заслуг   |        |
| Марокко | 8 октября 1970                   | Суверен ордена Спортивных заслуг    | Суверен ордена Спортивных заслуг    |        |

Награды иностранных государств
| Страна            | Дата вручения      | Награда                                                                                                 | Награда                                                                                                 | Литеры |
| ----------------- | ------------------ | --- | --- | ------ |
| Австрия           | —                  | Кавалер Большой Почётной звезды «За заслуги перед Австрийской Республикой»                              | Кавалер Большой Почётной звезды «За заслуги перед Австрийской Республикой»                              |        |
| Бахрейн           | —                  | Кавалер Большой цепи ордена аль-Халифа                                                                  | Кавалер Большой цепи ордена аль-Халифа                                                                  |        |
| Бельгия           | —                  | Кавалер Большого креста ордена Леопольда I                                                              | Кавалер Большого креста ордена Леопольда I                                                              |        |
| Великобритания    | —                  | Кавалер Большого креста Королевского Викторианского ордена                                              | Кавалер Большого креста Королевского Викторианского ордена                                              | GCVO   |
| Великобритания    | —                  | Кавалер Королевской Викторианской цепи                                                                  | Кавалер Королевской Викторианской цепи                                                                  |        |
| Германия          | —                  | Кавалер Большого креста специального класса ордена «За заслуги перед Федеративной Республикой Германия» | Кавалер Большого креста специального класса ордена «За заслуги перед Федеративной Республикой Германия» |        |
| Греция            | —                  | Кавалер Большого креста Королевского ордена Спасителя                                                   | Кавалер Большого креста Королевского ордена Спасителя                                                   |        |
| Иордания          | —                  | Кавалер орденской цепи Хусейна ибн Али                                                                  | Кавалер орденской цепи Хусейна ибн Али                                                                  |        |
| Ирак              | —                  | Кавалер Большой ленты ордена Междуречья                                                                 | Кавалер Большой ленты ордена Междуречья                                                                 |        |
| Камбоджа          | —                  | Кавалер Большого креста ордена Камбоджи                                                                 | Кавалер Большого креста ордена Камбоджи                                                                 |        |
| Катар             | —                  | Кавалер орденской цепи Независимости                                                                    | Кавалер орденской цепи Независимости                                                                    |        |
| Кувейт            | —                  | Кавалер орденской цепи Мубарака Великого                                                                | Кавалер орденской цепи Мубарака Великого                                                                |        |
| Ливан             | —                  | Кавалер специальной степени ордена Заслуг                                                               | Кавалер специальной степени ордена Заслуг                                                               |        |
| Мали              | —                  | Кавалер Большого креста Национального ордена Мали                                                       | Кавалер Большого креста Национального ордена Мали                                                       |        |
| Мавритания        | —                  | Кавалер Большой ленты Национального ордена Заслуг                                                       | Кавалер Большой ленты Национального ордена Заслуг                                                       |        |
| Нидерланды        | —                  | Кавалер Большого креста ордена Нидерландского льва                                                      | Кавалер Большого креста ордена Нидерландского льва                                                      |        |
| Оман              | —                  | Особо почётный орден Омана                                                                              | Особо почётный орден Омана                                                                              |        |
| ОАЭ               | —                  | Кавалер цепи ордена Федерации                                                                           | Кавалер цепи ордена Федерации                                                                           |        |
| Пакистан          | —                  | Кавалер ордена «Нишан-е-Пакистан»                                                                       | Кавалер ордена «Нишан-е-Пакистан»                                                                       |        |
| Португалия        | —                  | Кавалер Большого креста ордена Башни и меча                                                             | Кавалер Большого креста ордена Башни и меча                                                             | GCTE   |
| Саудовская Аравия | —                  | Кавалер цепи ордена Абдель-Азиза аль-Сауда                                                              | Кавалер цепи ордена Абдель-Азиза аль-Сауда                                                              |        |
| Сирия             | —                  | Кавалер ордена Омейядов 1 класса                                                                        | Кавалер ордена Омейядов 1 класса                                                                        |        |
| Судан             | —                  | Кавалер цепи ордена Заслуг                                                                              | Кавалер цепи ордена Заслуг                                                                              |        |
| Тунис             | —                  | Кавалер орденской цепи Республики                                                                       | Кавалер орденской цепи Республики                                                                       |        |
| Тунис             | —                  | Кавалер цепи ордена 7 ноября 1987                                                                       | Кавалер цепи ордена 7 ноября 1987                                                                       |        |
| Франция           | —                  | Кавалер Большого креста ордена Почётного легиона                                                        | Кавалер Большого креста ордена Почётного легиона                                                        |        |
| Египет            | 1958—              | Кавалер цепи                                                                                            | ордена Нила                                                                                             |        |
| Египет            | ?—1958             | Кавалер Большой ленты                                                                                   | ордена Нила                                                                                             |        |
| Югославия         | 1 апреля 1961 —    | Кавалер ордена Большой Югославской звезды                                                               | Кавалер ордена Большой Югославской звезды                                                               |        |
| Италия            | 25 ноября 1961 —   | Кавалер Большого креста декорированного лентой ордена «За заслуги перед Итальянской Республикой»        | Кавалер Большого креста декорированного лентой ордена «За заслуги перед Итальянской Республикой»        |        |
| Ливия             | 1965 —             | Кавалер цепи ордена Идриса I                                                                            | Кавалер цепи ордена Идриса I                                                                            |        |
| Иран              | 11 июня 1966 —     | Кавалер цепи ордена Пехлеви                                                                             | Кавалер цепи ордена Пехлеви                                                                             |        |
| Испания           | 2 июня 1979 —      | Кавалер орденской цепи Карлоса III                                                                      | Кавалер орденской цепи Карлоса III                                                                      |        |
| Великобритания    | 27 октября 1980 —  | Кавалер Большого креста ордена Бани                                                                     | Кавалер Большого креста ордена Бани                                                                     | GCB    |
| Дания             | 15 февраля 1988 —  | Рыцарь ордена Слона                                                                                     | Рыцарь ордена Слона                                                                                     | R.E.   |
| Испания           | 22 сентября 1989 — | Кавалер орденской цепи Альфонсо X Мудрого                                                               | Кавалер орденской цепи Альфонсо X Мудрого                                                               |        |
| Португалия        | 26 марта 1993 —    | Кавалер Большого креста ордена Инфанта дона Энрике                                                      | Кавалер Большого креста ордена Инфанта дона Энрике                                                      | GCIH   |
| Португалия        | 29 ноября 1993 —   | Кавалер цепи ордена Святого Якова и меча                                                                | Кавалер цепи ордена Святого Якова и меча                                                                | GColSE |